# Concierto de Aranjuez (Paco de Lucía, álbum)
Concierto de Aranjuez (Philips 510 301-2) es un álbum discográfico (en vinilo y compacto) grabado en directo en Torrelodones (Madrid) en 1991 que incluye este concierto para guitarra y orquesta del compositor Joaquín Rodrigo y la intervención solista de Paco de Lucía junto a la Orquestra de Cadaqués dirigida por Edmon Colomer. 

## Concierto y grabación
El registro del Concierto de Aranjuez fue realizado en directo entre los días 25 y 26 de abril de 1991 en sendos conciertos organizados por la discográfica  PolyGram y contando con el patrocinio de la Sociedad Estatal V Centenario, creada para la programación y organización de los actos conmemorativos a efectuar con motivo de los cinco siglos del descubrimiento de América. Así, se pudo reunir a la Orquestra de Cadaqués bajo la batuta de Edmond Colomer, y hacer realidad el proyecto de ofrecer la versión del guitarrista flamenco de 43 años interpretando el concierto de Rodrigo en condiciones óptimas. La producción discográfica fue dirigida por el propio Paco de Lucía. En el Teatro Bulevar (o Casa de Cultura) de la madrileña localidad de Torrelodones, el programa se abrió con la Sinfonía Clásica de Serguéi Prokófiev (pieza no incluida en el disco) para dar paso al Concierto de Aranjuez. En la segunda parte intervino primero Paco de Lucía solo para, posteriormente, interpretar junto a José María Bandera y Juan Manuel Cañizares el arreglo para tres guitarras de este último sobre tres piezas de la suite Iberia del compositor Isaac Albéniz. Las mezclas del concierto para guitarra están firmadas por John Kurlander; por otro lado, Triana, Albaicín y Puerto se grabarían y mezclarían en Cinearte por Miguel Ángel de la Vega. 7.
Como refleja la portada del disco, al término de la interpretación de su obra, el nonagenario compositor Joaquín Rodrigo subió al escenario, donde escuchó, sentado a la vera del guitarrista, el segundo movimiento, Adagio, que fue ofrecido como propina. En la sala se podía ver, asimismo, figuras de la guitarra flamenca como Serranito, Tomatito, Pepe Habichuela o el clásico Ignacio Rodes. En el cuadernillo de notas ofrecido a la entrada del teatro, Andrés Ruiz Tarazona señala que Adentrarse en esta obra, dominarla, ha sido el sueño de los guitarristas desde hace medio siglo. (...) No es por ello nada extraño que otro gran intuitivo de la música y deslumbrante guitarrista, Paco de Lucía, a quien hemos admirado siempre por su capacidad improvisatoria y su imaginación sonora, haya querido recrear el Concierto de Aranjuez, bajo la dirección artística del también guitarrista José María Gallardo del Rey, desde su personal estilo. (...) Paco de Lucía nos ofrece una dimensión nueva e insospechada del Concierto de Aranjuez.
Se suele señalar que esta versión es una de las más originales y conseguidas, sobre todo en lo que a la dinámica y la articulación se refiere, con un carácter rítmico renovado. En palabras del guitarrista: Yo toco el Concierto tal como viene en la partitura, pero nunca lo oí tocado a ritmo y ahí es donde quería hacer mi interpretación.

## Cortes del disco
- A.- Concierto de Aranjuez (Joaquín Rodrigo)

1. Allegro con spirito – 5:49
2. Adagio – 11:35
3. Allegro gentile – 5:29

- B.- Suite Iberia - selección, (Isaac Albéniz, arreglo de Juan Manuel Cañizares)

1. Triana – 5:02
2. Albaicín – 7:30
3. Puerto – 3:44

## Intérpretes
- Paco de Lucía - guitarra flamenca
- José María Bandera - guitarra flamenca (en Iberia)
- Juan Manuel Cañizares - guitarra flamenca (en Iberia)

- Orquestra de Cadaqués:

Flautas: Jaime Martín, Magdalena Martínez.
Oboe: Manuel Angulo.
Corno inglés: Nigel Shore.
Clarinetes: Joan Enric Lluna, Mark Withers.
Fagotes: Raquel Gough, Santiago Ríos.
Trompas: Susan Dent, Colin Horton.
Trompetas: Cyrille van Poucke, Juanjo Serna.
Timbales: Tristan Fry.
Violines: John Harding, Patty Davis, Vicente Huerta, John Meisner, Santiago Juan, Marijke van Kooten, Hazel Mulligan, José Luis Novo, David Olmedo, Sara Parkins, Helen Paterson, Sebastian van Vught, Nicoline Kraminken.
Violas: Scott Rawls, Josephine Fitzpatrick, Susan Knight, Karen Opgenorth.
Violonchelos: Sebastian Kolowski, Nick Roberts, David Bucknall, Jorge Pozas.
Contrabajos: Xavier Astor, John Beshear.
- Edmon Colomer - director